# Taylor Johns
Taylor Johns (San Francisco, 13 aprile 1994) è un cestista statunitense.

## Palmarès
- Coppa di Slovacchia: 1

Lucenec: 2022